# 桂村 (茨城県)
桂村（かつらむら）は、かつて茨城県東茨城郡にあった村である。
合併により、現在は城里町桂地区となっている。

## 地理
- 現在の城里町の北部に位置する。
- 村は那珂川の西岸に位置する。

### 隣接していた自治体
- 常陸大宮市
- 那珂市
- 東茨城郡常北町
- 西茨城郡七会村

## 歴史

### 沿革
- 1955年（昭和30年）2月11日 - 圷村、岩船村、沢山村が合併し、桂村が発足。
- 1963年（昭和38年）4月1日 - 国道123号が制定。
- 1966年（昭和41年）6月1日 - 茨城交通茨城線の石塚－御前山間の営業廃止。
- 1993年（平成5年）4月22日 - 道の駅かつらが登録。
- 1994年（平成6年）7月14日 - 新たな住居表示字名として、大字高根台（旧大字高根、下阿野沢の各一部）を設定[1]。
- 2005年（平成17年）2月1日 - 東茨城郡常北町、西茨城郡七会村と合併し、城里町が発足。

### 行政区域変遷
- 変遷の年表

| 桂村村域の変遷（年表） | 桂村村域の変遷（年表） | 桂村村域の変遷（年表） |
| 年                     | 月日                   | 旧桂村村域に関連する行政区域変遷 |
| ---------------------- | ---------------------- | --- |
| 1889年（明治22年）     | 4月1日                 | 町村制施行により、東茨城郡に以下の3村が発足。 - 圷村 ← 上圷村，下圷村，粟村 - 岩船村 ← 岩船村，孫根村，高根村，錫高野村，北方村，高久村 - 沢山村 ← 上阿野沢村，下阿野沢村，赤沢村，阿波山村 |
| 1955年（昭和30年）     | 2月11日                | 圷村・岩船村・沢山村が合併し、桂村が発足。 |
| 2005年（平成17年）     | 2月1日                 | 桂村は常北町・七会村と合併し城里町が発足。桂村は消滅。 |

- 変遷表

|  | 上圷村     | 圷村   | 圷村   | 昭和30年2月11日 桂村 | 平成17年2月1日 城里町 | 城里町 |
|  | 下圷村     | 圷村   | 圷村   | 昭和30年2月11日 桂村 | 平成17年2月1日 城里町 | 城里町 |
|  | 粟村       | 圷村   | 圷村   | 昭和30年2月11日 桂村 | 平成17年2月1日 城里町 | 城里町 |
|  | 孫根村     | 岩船村 | 岩船村 | 昭和30年2月11日 桂村 | 平成17年2月1日 城里町 | 城里町 |
|  | 高根村     | 岩船村 | 岩船村 | 昭和30年2月11日 桂村 | 平成17年2月1日 城里町 | 城里町 |
|  | 岩船村     | 岩船村 | 岩船村 | 昭和30年2月11日 桂村 | 平成17年2月1日 城里町 | 城里町 |
|  | 錫高野村   | 岩船村 | 岩船村 | 昭和30年2月11日 桂村 | 平成17年2月1日 城里町 | 城里町 |
|  | 北方村     | 岩船村 | 岩船村 | 昭和30年2月11日 桂村 | 平成17年2月1日 城里町 | 城里町 |
|  | 高久村     | 岩船村 | 岩船村 | 昭和30年2月11日 桂村 | 平成17年2月1日 城里町 | 城里町 |
|  | 阿波山村   | 沢山村 | 沢山村 | 昭和30年2月11日 桂村 | 平成17年2月1日 城里町 | 城里町 |
|  | 上阿野沢村 | 沢山村 | 沢山村 | 昭和30年2月11日 桂村 | 平成17年2月1日 城里町 | 城里町 |
|  | 下阿野沢村 | 沢山村 | 沢山村 | 昭和30年2月11日 桂村 | 平成17年2月1日 城里町 | 城里町 |
|  | 赤沢村     | 沢山村 | 沢山村 | 昭和30年2月11日 桂村 | 平成17年2月1日 城里町 | 城里町 |

## 交通

### 道路
- 一般国道
  - 国道123号
- 主要地方道
  - 茨城県道61号日立笠間線
- 一般県道
  - 茨城県道112号阿波山徳蔵線
  - 茨城県道212号赤沢茂木線
  - 茨城県道246号錫高野石塚線

### 鉄道
- 茨城交通茨城線　常陸岩船 - 御前山（駅は桂村内に所在）がかつて存在したが、昭和41年5月に廃止。

## 名所
- 御前山県立自然公園
- グリーン桂うぐいすの里
- 道の駅かつら

## 特産品
- レッドポアロー（赤ねぎ）
  - 桂地区を含む那珂川流域では、白い部分が赤いねぎが特産品である。味は甘みがつよく非常に美味で鍋料理等にむく。赤ねぎのタネは代々自家採種され、門外不出とされる。